# Goworki
Goworki [pronunciación en polaco: /ɡɔˈvɔrki/] es un pueblo ubicado en el distrito administrativo de Gmina Rzekuń, dentro del Condado de Ostrołęka, Voivodato de Mazovia, en el este de Polonia central. Se encuentra aproximadamente a 3 kilómetros al noroeste de Rzekuń, a 4 kilómetros al este de Ostrołęka, y a 104 kilómetros al noreste de Varsovia.